# Campeonato Mundial de Hóquei no Gelo de 1959

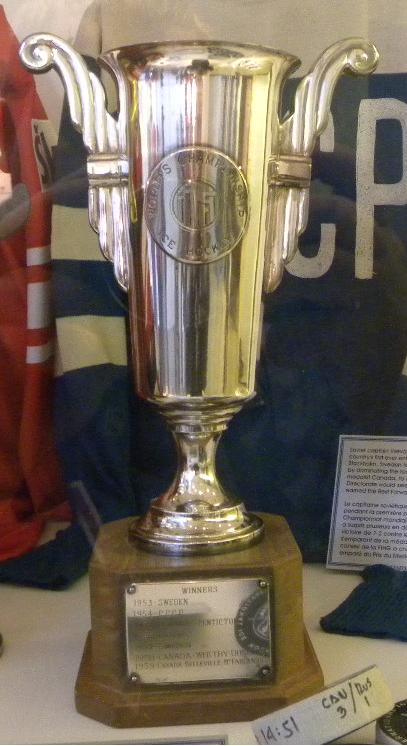
Troféu entregue no Campeonato Mundial de 1959

O Campeonato Mundial de Hóquei no Gelo de 1959 foi a 26ª edição do torneio, disputada entre os dias 5 e 15 de março de 1959 em Praga, Tchecoslováquia.

## Campeonato Mundial Grupo A (Tchecoslováquia)

### Grupo 1
| Posição | Time            | Partidas | Vitórias | Empates | Derrotas | Gols    | Pontos |
| ------- | --------------- | -------- | -------- | ------- | -------- | ------- | ------ |
| 1       | Canadá          | 3        | 3        | 0       | 0        | 39 - 02 | 6      |
| 2       | Tchecoslováquia | 3        | 2        | 0       | 1        | 24 - 08 | 4      |
| 3       | Suíça           | 3        | 1        | 0       | 2        | 08 - 35 | 2      |
| 4       | Polônia         | 3        | 0        | 0       | 3        | 04 - 30 | 0      |

| 05 de março     |     |       |  |
| Tchecoslováquia | 9-0 | Suíça |  |
|                 |     |       |  |

| 05 de março |     |         |  |
| Canadá      | 9-0 | Polônia |  |
|             |     |         |  |

| 06 de março |      |       |  |
| Canadá      | 23-0 | Suíça |  |
|             |      |       |  |

| 06 de março     |      |         |  |
| Tchecoslováquia | 13-1 | Polônia |  |
|                 |      |         |  |

| 07 de março |     |       |  |
| Polônia     | 3-8 | Suíça |  |
|             |     |       |  |

| 07 de março |     |                 |  |
| Canadá      | 7-2 | Tchecoslováquia |  |
|             |     |                 |  |

### Grupo 2
| Posição | Time              | Partidas | Vitórias | Empates | Derrotas | Gols    | Pontos |
| ------- | ----------------- | -------- | -------- | ------- | -------- | ------- | ------ |
| 1       | União Soviética   | 3        | 3        | 0       | 0        | 24 - 05 | 6      |
| 2       | Estados Unidos    | 3        | 2        | 0       | 1        | 22 - 10 | 4      |
| 3       | Noruega           | 3        | 1        | 0       | 2        | 10 - 26 | 2      |
| 4       | Alemanha Oriental | 3        | 0        | 0       | 3        | 06 - 21 | 0      |

| 05 de março     |     |                   |  |
| União Soviética | 6-1 | Alemanha Oriental |  |
|                 |     |                   |  |

| 05 de março |      |                |  |
| Noruega     | 3-10 | Estados Unidos |  |
|             |      |                |  |

| 06 de março    |     |                   |  |
| Estados Unidos | 9-2 | Alemanha Oriental |  |
|                |     |                   |  |

| 06 de março |      |                 |  |
| Noruega     | 1-13 | União Soviética |  |
|             |      |                 |  |

| 07 de março       |     |         |  |
| Alemanha Oriental | 3-6 | Noruega |  |
|                   |     |         |  |

| 07 de março     |     |                |  |
| União Soviética | 5-3 | Estados Unidos |  |
|                 |     |                |  |

### Grupo 3
| Posição | Time      | Partidas | Vitórias | Empates | Derrotas | Gols    | Pontos |
| ------- | --------- | -------- | -------- | ------- | -------- | ------- | ------ |
| 1       | Suécia    | 3        | 2        | 1       | 0        | 21 - 05 | 5      |
| 2       | Finlândia | 3        | 1        | 1       | 1        | 13 - 12 | 3      |
| 3       | Alemanha  | 3        | 1        | 0       | 2        | 11 - 13 | 2      |
| 4       | Itália    | 3        | 1        | 0       | 2        | 07 - 22 | 2      |

| 05 de março |      |        |  |
| Suécia      | 11-0 | Itália |  |
|             |      |        |  |

| 05 de março |     |          |  |
| Finlândia   | 5-3 | Alemanha |  |
|             |     |          |  |

| 06 de março |     |          |  |
| Itália      | 2-7 | Alemanha |  |
|             |     |          |  |

| 06 de março |     |           |  |
| Suécia      | 4-4 | Finlândia |  |
|             |     |           |  |

| 07 de março |     |           |  |
| Itália      | 5-4 | Finlândia |  |
|             |     |           |  |

| 07 de março |     |        |  |
| Alemanha    | 1-6 | Suécia |  |
|             |     |        |  |

### Fase Final
| Posição | Time            | Partidas | Vitórias | Empates | Derrotas | Gols    | Pontos |
| ------- | --------------- | -------- | -------- | ------- | -------- | ------- | ------ |
| 1       | Canadá          | 5        | 4        | 0       | 1        | 21 - 07 | 8      |
| 2       | União Soviética | 5        | 4        | 0       | 1        | 20 - 10 | 8      |
| 3       | Tchecoslováquia | 5        | 3        | 0       | 2        | 22 - 14 | 6      |
| 4       | Estados Unidos  | 5        | 3        | 0       | 2        | 23 - 15 | 6      |
| 5       | Suécia          | 5        | 1        | 0       | 4        | 06 - 11 | 2      |
| 6       | Finlândia       | 5        | 0        | 0       | 5        | 07 - 32 | 0      |

| 09 de março |     |           |  |
| Canadá      | 6-0 | Finlândia |  |
|             |     |           |  |

| 09 de março     |     |                |  |
| União Soviética | 5-1 | Estados Unidos |  |
|                 |     |                |  |

| 09 de março     |     |        |  |
| Tchecoslováquia | 4-1 | Suécia |  |
|                 |     |        |  |

| 10 de março     |     |           |  |
| Tchecoslováquia | 8-2 | Finlândia |  |
|                 |     |           |  |

| 10 de março    |     |        |  |
| Estados Unidos | 7-1 | Suécia |  |
|                |     |        |  |

| 11 de março    |      |           |  |
| Estados Unidos | 10-3 | Finlândia |  |
|                |      |           |  |

| 11 de março     |     |        |  |
| União Soviética | 1-3 | Canadá |  |
|                 |     |        |  |

| 12 de março |     |        |  |
| Canadá      | 5-0 | Suécia |  |
|             |     |        |  |

| 12 de março     |     |                 |  |
| Tchecoslováquia | 3-4 | União Soviética |  |
|                 |     |                 |  |

| 13 de março |     |           |  |
| Suécia      | 2-1 | Finlândia |  |
|             |     |           |  |

| 13 de março     |     |                |  |
| Tchecoslováquia | 2-4 | Estados Unidos |  |
|                 |     |                |  |

| 14 de março    |     |        |  |
| Estados Unidos | 1-4 | Canadá |  |
|                |     |        |  |

| 14 de março |     |                 |  |
| Finlândia   | 1-6 | União Soviética |  |
|             |     |                 |  |

| 15 de março     |     |        |  |
| União Soviética | 4-2 | Suécia |  |
|                 |     |        |  |

| 15 de março     |     |        |  |
| Tchecoslováquia | 5-3 | Canadá |  |
|                 |     |        |  |

### Fase de Consolação
| Posição | Time              | Partidas | Vitórias | Empates | Derrotas | Gols    | Pontos |
| ------- | ----------------- | -------- | -------- | ------- | -------- | ------- | ------ |
| 7       | Alemanha          | 5        | 4        | 1       | 0        | 30 - 09 | 9      |
| 8       | Noruega           | 5        | 3        | 1       | 1        | 20 - 20 | 7      |
| 9       | Alemanha Oriental | 5        | 3        | 0       | 2        | 20 - 21 | 6      |
| 10      | Itália            | 5        | 2        | 1       | 2        | 20 - 17 | 5      |
| 11      | Polônia           | 5        | 1        | 0       | 4        | 11 - 20 | 2      |
| 12      | Suíça             | 5        | 0        | 1       | 4        | 08 - 22 | 1      |

| 09 de março |     |                   |  |
| Polônia     | 1-5 | Alemanha Oriental |  |
|             |     |                   |  |

| 09 de março |     |       |  |
| Noruega     | 4-4 | Suíça |  |
|             |     |       |  |

| 09 de março |     |        |  |
| Alemanha    | 2-2 | Itália |  |
|             |     |        |  |

| 10 de março |     |         |  |
| Itália      | 3-4 | Noruega |  |
|             |     |         |  |

| 10 de março |     |          |  |
| Polônia     | 3-5 | Alemanha |  |
|             |     |          |  |

| 10 de março       |     |       |  |
| Alemanha Oriental | 6-2 | Suíça |  |
|                   |     |       |  |

| 11 de março |     |                   |  |
| Alemanha    | 8-0 | Alemanha Oriental |  |
|             |     |                   |  |

| 11 de março |     |        |  |
| Suíça       | 1-4 | Itália |  |
|             |     |        |  |

| 11 de março |     |         |  |
| Noruega     | 4-3 | Polônia |  |
|             |     |         |  |

| 13 de março       |     |        |  |
| Alemanha Oriental | 8-6 | Itália |  |
|                   |     |        |  |

| 13 de março |     |         |  |
| Alemanha    | 9-4 | Noruega |  |
|             |     |         |  |

| 13 de março |     |         |  |
| Suíça       | 1-2 | Polônia |  |
|             |     |         |  |

| 14 de março |     |          |  |
| Suíça       | 0-6 | Alemanha |  |
|             |     |          |  |

| 14 de março |     |        |  |
| Polônia     | 2-5 | Itália |  |
|             |     |        |  |

| 14 de março |     |                   |  |
| Noruega     | 4-1 | Alemanha Oriental |  |
|             |     |                   |  |

## Campeonato Mundial Grupo B (Tchecoslováquia)

### Fase Final
| Posição | Time    | Partidas | Vitórias | Empates | Derrotas | Gols    | Pontos |
| ------- | ------- | -------- | -------- | ------- | -------- | ------- | ------ |
| 13      | Romênia | 2        | 2        | 0       | 0        | 12 - 04 | 4      |
| 14      | Hungria | 2        | 1        | 0       | 1        | 05 - 09 | 2      |
| 15      | Áustria | 2        | 0        | 0       | 2        | 04 - 08 | 0      |

| 05 de março |     |         |  |
| Hungria     | 3-2 | Áustria |  |
|             |     |         |  |

| 07 de março |     |         |  |
| Romênia     | 5-2 | Áustria |  |
|             |     |         |  |

| 10 de março |     |         |  |
| Romênia     | 7-2 | Hungria |  |
|             |     |         |  |